# 斎藤正彦
齋藤 正彦（さいとう まさひこ、1931年6月18日 - 2020年12月31日）は、日本の数学者。東京大学名誉教授。
警視総監、台湾総督府総務長官等を歴任した斎藤樹の二男。母禎子は司法大臣、鉄道大臣等を歴任した小川平吉の三女。元駐米大使、元外務事務次官斎藤邦彦は実弟。元大蔵事務次官谷村裕の義弟。宮澤喜一元首相の従弟。パリ大学理学博士。

## 経歴
- 東京に生まれる。
- 1954年 - 東京大学理学部数学科卒業、東京大学教養学部助手。
- 1960年 - パリ大学理学博士。
- 1974年〜1992年 - 東京大学教養学部教授。
- 1992年〜1997年 - 放送大学教授。
- 1997年〜2003年 - 湘南国際女子短期大学長。

## 著書
- 齋藤正彦『線型代数入門』東京大学出版会、1995年 ISBN 4-1306-2001-0
- 齋藤正彦『超積と超準解析―ノンスタンダード・アナリシス』東京図書、1976年 ISBN 4489003749
- 齋藤正彦『数学の基礎―集合・数・位相』東京大学出版会、2002年 ISBN 4-1306-2909-3
- 齋藤正彦『はじめての微積分』上・下、朝倉書店、2002年、2003年
- 齋藤正彦『はじめての群論』日本評論社、2005年 ISBN 4-5357-8504-X
- 齋藤正彦『齋藤正彦 微分積分学』東京図書、2006年 ISBN 4-4890-0732-9
- 齋藤正彦『数のコスモロジー』筑摩書房〈ちくま学芸文庫〉、2007年 ISBN 4-4800-9101-7
- 齋藤正彦『齋藤正彦 線型代数学』東京図書、2014年

他訳書など多数